# Lieja-Bastoña-Lieja 1975
La Lieja-Bastogne-Lieja 1975 fue la 61.ª edición de la clásica ciclista Lieja-Bastoña-Lieja. La carrera se disputó el domingo 20 de abril de 1975, sobre un recorrido de 246 km. 
El vencedor final fue el belga Eddy Merckx (Molteni), que consiguió la última de los cinco triunfos que conseguiría en esta carrera. EL belga se impuso con más de dos minutos de ventaja al francés  Bernard Thévenet (Peugeot) y el también belga Walter Godefroot (Flandria).

## Clasificación final
| Posición | Ciclista                 | Equipo                 | Tiempo  |
| -------- | ------------------------ | ---------------------- | ------- |
| 1        | Eddy Merckx              | Molteni                | 6h27'00 |
| 2        | Bernard Thévenet         | Peugeot-BP-Michelin    | a 2"    |
| 3        | Walter Godefroot         | Flandria               | s.t.    |
| 4        | Frans Verbeeck           | Maes Pils-Watney       | a 15"   |
| 5        | André Dierickx           | Rokado                 | s.t.    |
| 6        | Gerrie Knetemann         | Gan-Mercier-Hutchinson | s.t.    |
| 7        | Jean-Pierre Danguillaume | Peugeot-BP-Michelin    | s.t.    |
| 8        | Roger De Vlaeminck       | Brooklyn               | s.t.    |
| 9        | Christian Seznec         | Gan-Mercier-Hutchinson | s.t.    |
| 10       | Wladimiro Panizza        | Brooklyn               | s.t.    |